# Partito Nazionale Socialista Russo
Il Partito Nazionale Socialista Russo (in russo Русская Национальная Социалистическая Партия, Russkaja Nacional'naja Socialističeskaja Partija, RNSP) è un partito politico neonazista russo.

## Storia
Il partito nasce subito dopo il crollo dell'Unione Sovietica dall'iniziativa di Konstantin Kasimovskij, un membro della classe dirigente dell'organizzazione Pamjat'. Kasimovskij esce dal Fronte Nazionale Patriottico del Pamjat' nel 1992 e forma l'anno seguente un suo partito, chiamato Unione Nazionale Russa (Ру́сский Национа́льний Сою́з). L'RNU riappare poi come "Partito Nazionale Socialista Russo" nel 1998. Il partito sostiene che il periodo storico a partire dal 1917 al 1991 sia stato un vero e proprio indebolimento dell'etnia russa a causa della mescolanza tra le varie etnie che abitavano nell'Urss. È stato inoltre accusato di essere un partito ideologicamente nazi-fascista nonché razzista e fondamentalista religioso. Il partito, che nel suo programma mira ad instaurare un regime totalitario fascista, in alcune occasioni non ha mancato di dare il proprio sostegno al presidente Vladimir Putin.
Il partito è fondato su cinque principi che sono:
- cristianità ortodossa
- forte statalismo
- aggressivo nazionalismo russo
- imperialismo aggressivo
- dominazione del mondo con un sistema nazista.

Il simbolo del partito è il labarum di Costantino il Grande e dal 1999 pubblica un giornale chiamato Pravoe Soprotivlenie ("Resistenza di Destra"), erede del precedente giornale Šturmovik ("truppa d'assalto", nome che si rifà volutamente a quello della rivista nazista tedesca Der Stürmer di Julius Streicher.

### Il video dell'esecuzione di due immigrati
Il 15 agosto 2007 Victor Milkov, uno studente ventitreenne del Maykop State Technological Institute di Adygea, e membro dell'RNSP, è stato arrestato per aver diffuso via internet un video che mostra la presunta esecuzione di due immigrati da parte di un'"ala militante" dell'RNSP.
Le didascalie sul video riportano che le due vittime sono musulmane, una della regione russa del Dagestan e l'altra del Tagikistan. Nel video si sentono le vittime dire "Siamo stati arrestati da socialisti del RNSP". Poi due uomini mascherati in mimetica decapitano la prima vittima e sparano alla testa la seconda.
Nell'ottobre 2007 esperti del Ministero dell'Interno russo affermano che il video sarebbe un falso. Successivamente, nel giugno 2008, le autorità russe cambiano pista, affermando che il video rappresenta una scena reale.